# Schaafheim
Schaafheim település Németországban, Hessen tartományban. Lakosainak száma 9306 fő (2023. december 31.). Schaafheim Babenhausen, Großostheim, Mömlingen és Groß-Umstadt községekkel határos.

## Népesség
A település népességének változása:
| Lakosok száma | 9258 | 9227 | 9282 | 9346 | 9306 |
|               | 2017 | 2019 | 2021 | 2022 | 2023 |